# Eurovision Song Contest 2026
L'Eurovision Song Contest 2026 sarà la 70ª edizione dell'annuale concorso canoro. Il concorso si svolgerà presso la Wiener Stadthalle a Vienna, in Austria, dal 12 al 16 maggio 2026, in seguito alla vittoria di JJ con la canzone Wasted Love nell'edizione precedente; sarà la terza edizione a svolgersi nella capitale austriaca, dopo quelle del 1967 e 2015.
Il concorso si articolerà, come dal 2008, in due semifinali e una finale.

## Organizzazione
Il 28 giugno 2025 sono stati annunciati i membri dello staff organizzativo dell'evento: Michael Krön (già produttore del campionato europeo di calcio 2024) sarà il produttore esecutivo dell'evento, mentre la regia sarà affidata a Stefan Zechner (capodelegazione dell'Austria all'Eurovision Song Contest). Ad essi si aggiungono Daniel Hack come direttore artistico, Christine Tichy come produttore tecnico, Oliver Lingens come responsabile dell'evento, Iris Keutter come responsabile delle finanze e Martin Szerencsi come responsabile legale.

### Logo e slogan
Come già avviene dall'edizione 2023, lo slogan è United by Music. Il 18 agosto 2025, in occasione della 70ª edizione della manifestazione europea, l'UER ha presentato una nuova versione grafica del logo ufficiale. Nello stesso giorno è stato svelato anche il logo specifico dell'edizione, costituito dal numero 70, in cui lo zero è stilizzato a forma di cuore per richiamare l'emblema principale del concorso, denominato Chameleon Heart.

### Scelta della sede
Dopo la vittoria austriaca all'edizione 2025, ospitata dalla città svizzera di Basilea, la delegazione austriaca ha espresso l'interesse dell'emittente pubblica ORF a organizzare la manifestazione musicale. A stretto giro ha seguito l'interesse a ospitare l'evento di diverse città tra cui Ebreichsdorf (Comer City), Graz (Stadthalle Graz), Innsbruck (Olympiahalle), Linz-Wels (Messe Wels), Oberwart (Messe Inform), Sankt Pölten (VAZ) e Vienna (Wiener Stadthalle). Le città di Klagenfurt e Salisburgo, invece, hanno annunciato che non avrebbero preso parte al bando, entrambe citando gli alti costi relativi all'organizzazione del concorso.
Il 2 giugno 2025 l'ORF ha annunciato e presentato il bando per ospitare la manifestazione, tramite il quale tutte le città interessate avrebbero potuto presentare ufficialmente la propria candidatura entro il successivo 4 luglio. Le prime città a confermare le proprie candidature per ospitare l'evento sono state Vienna e Linz-Wels, seguite da Innsbruck, mentre Ebreichsdorf e Oberwart hanno ritirato le loro candidature poiché non rispettavano i criteri per ospitare l'evento. Il successivo 27 giugno anche Graz ritirò la sua candidatura citando gli alti costi relativi all'organizzazione. Il 1º luglio la candidatura congiunta Linz-Wels è stata successivamente ritirata, dopo che una valutazione tecnica dell'infrastruttura ha fatto emergere che essa non rispettava i requisiti per ospitare l'evento.
Il 20 agosto 2025, sul canale YouTube ufficiale della manifestazione canora, è stato confermato che la sede dell'Eurovision Song Contest 2026 sarebbe stata il Wiener Stadthalle di Vienna.

#### Articolazione della selezione
Il processo di selezione della scelta sarà articolato nel seguente modo:
- le città interessate prenderanno visione dei criteri fondamentali per ospitare la manifestazione;
- alle stesse città saranno poi concesse quattro settimane per preparare i propri piani e progetti per ospitare l'evento;
- nel mese di luglio l'emittente organizzatrice valuterà le candidature in base ai criteri fondamentali;
- entro la metà di luglio l'emittente organizzatrice visiterà le città selezionate e i progetti preparati saranno inviati all'Unione europea di radiodiffusione che decentrerà, di concerto con le emittenti organizzatrici ed entro il mese di agosto, la città ospitante.

#### Criteri fondamentali
- la sede deve essere al coperto, dotata di aria condizionata secondo gli standard vigenti, e inoltre ben perimetrabile;
- la sede deve avere una capacità al 70% della capienza massima compresa tra gli 8 000 e i 10 000 spettatori;
- la sede deve essere dotata di un'area principale che consenta la realizzazione di un allestimento di alto livello con altezze disponibili di almeno 18 metri, buone capacità di carico sul tetto e facile accesso al carico;
- la sede deve essere disponibile per sei settimane prima dell'evento, le due settimane dello show e quella successiva per il disallestimento;
- la sede deve avere a disposizione una vicina sala stampa che possa accogliere almeno 1 000 giornalisti;
- la sede deve avere aree a raso e di facile accesso, contigue e integrate nel perimetro dell'infrastruttura per il supporto tecnico-logistico di 5 000 metri quadrati;
- la città deve avere a disposizione oltre 2 000 camere d'albergo nelle aree contigue all'evento;
- la città deve avere un aeroporto internazionale lontano non più di un'ora e mezza dalla sede dell'evento.

| Città     | Sede              | Capacità | Note |
| --------- | ----------------- | -------- | --- |
| Innsbruck | Olympiahalle      | 12 000   | Ha ospitato i campionati di hockey su ghiaccio e pattinaggio artistico dei Giochi olimpici invernali 1964 e 1976                                                  |
| Vienna    | Wiener Stadthalle | 16 000   | Ha ospitato l'Eurovision Song Contest 2015, oltre ad ospitare annualmente il Vienna Open e l'Holiday on Ice                                                       |
| Wels      | Messe Wels        | —        | La proposta era subordinata alla costruzione di un'arena apposita per ospitare il concorso all'interno del Messe Wels; candidatura congiunta con la città di Linz |

## Stati partecipanti
Stati che hanno confermato la loro partecipazione
     Stati che non hanno ancora confermato la loro partecipazione
     Stati che hanno partecipato in passato ma non nel 2026

Stati che hanno confermato la loro partecipazione
Stati che non hanno ancora confermato la loro partecipazione
Stati che hanno partecipato in passato ma non nel 2026

I seguenti paesi hanno confermato la loro partecipazione:
| Stato                   | Artista          | Brano            | Lingua | Processo di selezione              | Note |
| ----------------------- | ---------------- | ---------------- | ------ | ---------------------------------- | ---- |
| Albania                 | dicembre 2025    | dicembre 2025    |        | Festivali i Këngës 2025            |      |
| Austria (organizzatore) | febbraio 2026    | febbraio 2026    |        | Finale nazionale                   |      |
| Cipro                   |                  |                  |        | Interno                            |      |
| Danimarca               | 14 febbraio 2026 | 14 febbraio 2026 |        | Dansk Melodi Grand Prix 2026       |      |
| Finlandia               | 28 febbraio 2026 | 28 febbraio 2026 |        | UMK 2026                           |      |
| Germania                |                  |                  |        |                                    |      |
| Grecia                  |                  |                  |        | Ethnikos Telikos 2026              |      |
| Israele                 |                  |                  |        |                                    |      |
| Lettonia                |                  |                  |        | Supernova 2026                     |      |
| Lituania                | 27 febbraio 2026 | 27 febbraio 2026 |        | Eurovizija.LT 2026                 |      |
| Lussemburgo             | 24 gennaio 2026  | 24 gennaio 2026  |        | Luxembourg Song Contest 2026       |      |
| Malta                   |                  |                  |        | Malta Eurovision Song Contest 2026 |      |
| Norvegia                |                  |                  |        | Melodi Gran Prix 2026              |      |
| Paesi Bassi             |                  |                  |        | Interno                            |      |
| Regno Unito             |                  |                  |        |                                    |      |
| Serbia                  |                  |                  |        |                                    |      |
| Spagna                  | 14 febbraio 2026 | 14 febbraio 2026 |        | Benidorm Fest 2026                 |      |
| Svezia                  |                  |                  |        | Melodifestivalen 2026              |      |
| Svizzera                |                  |                  |        | Interno                            |      |

## Stati non partecipanti
- Andorra: il 4 febbraio 2025 è stato annunciato che l'emittente catalana TV3 era in trattative con l'emittente andorrana RTVA con una proposta di collaborazione per un potenziale ritorno del principato per l'edizione 2026, valutando anche la possibilità di utilizzare il programma televisivo catalano Eufòria come metodo di selezione del rappresentante nazionale.[49][50] Tuttavia, il successivo 26 maggio, l'emittente RTVA ha confermato che il paese non sarebbe tornato a partecipare in quest'edizione.[51]
- Bielorussia: in seguito alla sospensione dell'emittente bielorussa BTRC dall'UER, avvenuta il 1º luglio 2021 e successivamente estesa a tempo indeterminato il 23 aprile 2024, la nazione non dispone dei diritti di partecipazione e trasmissione del concorso canoro.[52]
- Bosnia ed Erzegovina: il 13 maggio 2025 Lejla Babović, ex capo delegazione bosniaca, ha rilasciato un'intervista in cui ha spiegato le ragioni per cui l'emittente BHRT non è ancora in grado di tornare in gara,[53] rimarcando inoltre la situazione ancora pendente dalle sanzioni da parte dell'UER, per mancato pagamento dei debiti;[54] ciononostante la Babović ha affermato che esiste comunque la possibilità di un ritorno al concorso se l'emittente riuscisse a saldare il debito entro novembre 2025, seguito poi dal successivo impegno di trovare una proposta adeguata agli standard della manifestazione europea.[55] Il successivo 9 luglio BHRT ha confermato che il paese non avrebbe preso parte all'evento.[56]
- Russia: in seguito all'espulsione a tempo indeterminato di tutte le emittenti televisive russe dall'UER, avvenuta il 26 maggio 2022, la nazione non dispone dei diritti di partecipazione e trasmissione del concorso canoro.[57]
- Slovacchia: il 29 maggio 2025 Filip Púchovský, portavoce della nuova emittente radiotelevisiva di stato STVR, ha dichiarato che l'emittente avrebbe rivalutato la propria partecipazione al concorso per la prima volta dal 2012, e che potrebbe tornare se riesce ad assicurarsi condizioni "economiche ed artistiche" favorevoli.[58] Tuttavia, il successivo 23 luglio, l'emittente SVRT ha confermato che il paese non sarebbe tornato in quest'edizione, non escludendo una possibile partecipazione in futuro.[59]

## Altri stati
- Azerbaigian: il 6 agosto 2025 Nurlana Cəfərova, capo delegazione azera, ha risposto ad alcune voci riguardanti un possibile ritiro del paese dal concorso, confermando l'intenzione dell'emittente İTV di partecipare all'edizione 2026 della manifestazione canora, precisando però che i preparativi erano stati ritardati a causa della necessità di completare altre procedure interne dell'emittente. Nel medesimo annuncio la Cəfərova, dopo la terza mancata qualificazione consecutiva del paese al contest, ha dichiarato che la delegazione azera stava valutando la possibilità di utilizzare Səs Azərbaycan, versione locale del talent The Voice, come metodo di selezione del rappresentante nazionale.[60] Si attende quindi una conferma ufficiale.

- Belgio: il 7 luglio 2025 Michaël De Lil, nuovo capo delegazione belga per conto dell'emittente francofona VRT, ha confermato l'intenzione di partecipare alla manifestazione canora, in quanto emittente responsabile dell'organizzazione della proposta belga per l'edizione 2026.[61][62] Tuttavia, due giorni dopo, l'emittente fiamminga RTBF ha riferito che la controparte francofona non aveva ancora ufficializzato la propria partecipazione, poiché erano ancora in corso trattative con l'UER riguardo al futuro del concorso. RTBF ha comunque assicurato che il processo di selezione per un potenziale rappresentante belga proseguirà regolarmente, pur senza confermare formalmente la partecipazione all'edizione 2026.[63] Si attende quindi una conferma ufficiale.
- Kazakistan: l'8 luglio 2025 Kemelbek Oişybaev, presidente del consiglio di amministrazione dell'emittente KA, ha dichiarato che durante l'assemblea generale dell'UER tenutasi a Londra all'inizio di quel mese, il direttore generale dell'ente Noel Curran ha reagito positivamente alla proposta di invitare la nazione alla competizione, e che la questione di un possibile debutto sarebbe stata discussa alla successiva riunione dell'UER, prevista per il mese di settembre.[64][65] In caso di debutto, la partecipazione del Paese richiederebbe un invito diretto da parte dell'UER, poiché l'emittente kazaka è attualmente membro associato all'ente paneuropeo; una situazione analoga si verifica annualmente con l'Australia, che partecipa all'Eurovision Song Contest su invito dell'UER, nonostante non sia un membro attivo dell'organizzazione.
- Macedonia del Nord: il 16 maggio 2025 Aleksandra Jovanovska, giornalista e membro della delegazione macedone alla manifestazione europea, ha annunciato che l'emittente MRT è ancora interessata a un ritorno al concorso. In un'intervista al programma Makedonija nautro, ha inoltre affermato che diversi artisti hanno espresso il loro interesse a rappresentare il Paese in caso di ritorno, rimarcando tuttavia, che la mancanza di un format di selezione adeguato e gli alti costi di partecipazione, sono i principali ostacoli che impediscono il ritorno alla manifestazione europea.[66] Si attende una conferma ufficiale riguardante la partecipazione.
- Montenegro: il 15 giugno 2025 l'emittente RTCG ha rivelato che una decisione riguardo la partecipazione nell'edizione 2026 sarà ratificata e annunciata ufficialmente nel mese di settembre.[67]
- Polonia: il 17 agosto 2025, l'account TikTok ufficiale dell'emittente TVP ha annunciato che il rappresentante nazionale per l'edizione 2026 sarebbe stato selezionato tramite il talent The Voice of Poland.[68] Tuttavia, al momento tale notizia non costituisce una conferma di partecipazione. Si attende dunque un conferma ufficiale da parte dell'emittente.
- Repubblica Ceca: il 15 giugno 2025 Radek Konečný, rappresentante dell'ufficio stampa dell'emittente ČT, ha rivelato che una decisione riguardo la partecipazione nell'edizione 2026 sarà ratificata e annunciata ufficialmente nel mese di settembre.[69]
- San Marino: l'8 luglio 2025, una delibera emessa dal Congresso di Stato della Repubblica ha confermato il rinnovo del contratto di Media Evolution per la produzione di San Marino Song Contest, la selezione nazionale utilizzata dal 2022 come metodo di selezione del rappresentante, fino al 2028.[70] Tuttavia, il successivo 5 agosto, l'emittente SMRTV ha confermato che ciò non si trattava di una conferma di partecipazione,[71] poiché erano ancora in corso trattative con l'UER riguardo al futuro del concorso.[72][73] Si attende quindi una conferma ufficiale.
- Slovenia: il 26 maggio 2025 l'emittente RTV SLO ha dichiarato che avrebbe riconsiderato la propria partecipazione al concorso se l'UER non avesse risposto adeguatamente alle preoccupazioni relative alla trasparenza del sistema voto, facendo inoltre riferimento alla vittoria di Israele nel televoto durante la finale dell'edizione precedente.[74] Si attende una conferma ufficiale riguardante la partecipazione.